# Gerra (Gambarogno)
Pour les articles homonymes, voir Gerra.
Ne doit pas être confondu avec Cugnasco-Gerra ou Gerra (Verzasca).
Gerra est une localité de Gambarogno et une ancienne commune suisse du canton du Tessin.

## Histoire
Gerra est une ancienne commune suisse avant le 25 avril 2010. La localité a fusionné avec les communes de Caviano, de Contone, d'Indemini, de Magadino, de Piazzogna, de San Nazzaro, de Sant'Abbondio et de Vira pour former la commune de Gambarogno. Cette fusion est effective depuis le 25 avril 2010. Son ancien numéro OFS est le 5106.

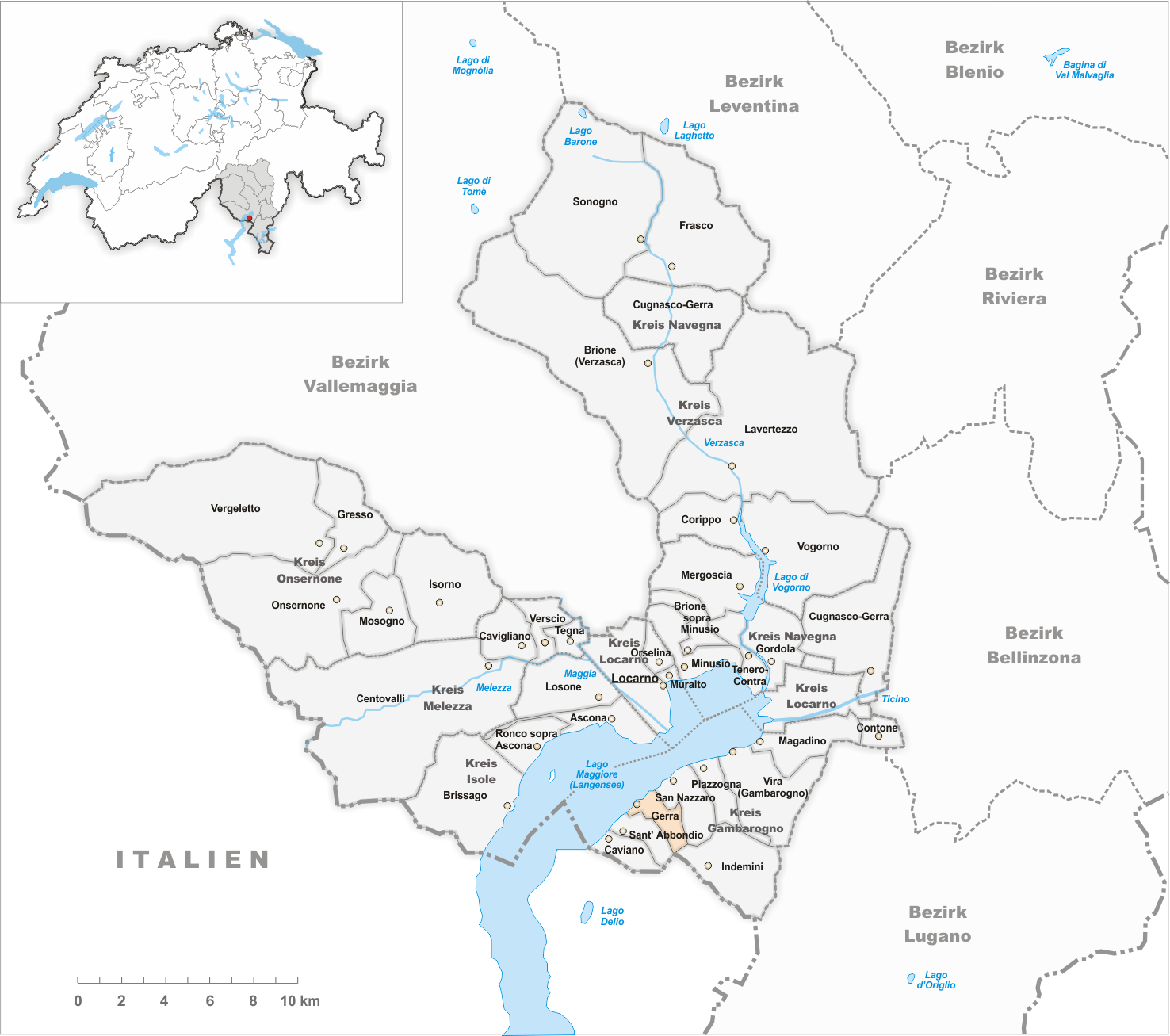
Carte de l'ancienne commune de Gerra.

Photo aérienne (1946).